# Бајел
Бајел (фр. Bayel) насеље је и општина у североисточној Француској у региону Шампањ-Арден, у департману Об која припада префектури Бар сир Об.
По подацима из 2011. године у општини је живело 834 становника, а густина насељености је износила 36,26 становника/km². Општина се простире на површини од 23 km². Налази се на средњој надморској висини од 181 метар.

## Демографија
| 1962. | 1968. | 1975. | 1982. | 1990. | 1999. | 2011. |
| ----- | ----- | ----- | ----- | ----- | ----- | ----- |
| 1.314 | 1.353 | 1.282 | 1.111 | 960   | 860   | 834   |

График промене броја становника у току последњих година